# Deutsche Fechtmeisterschaften 1923
Bei den Deutschen Fechtmeisterschaften 1923 wurden Einzelwettbewerbe im Herrenflorett, Herrendegen und Herrensäbel ausgetragen, erstmals gab es auch einen Wettbewerb im Damenflorett. Die Mannschaftsmeisterschaften fanden am 14. und 15. April in Offenbach am Main statt, die Einzelmeisterschaften am 30. Juni und 1. Juli in Dresden. Die Meisterschaften wurden vom Deutschen Fechter-Bund organisiert.

## Herren

### Florett (Einzel)
| Platz | Sportler           | Verein              |
| ----- | ------------------ | ------------------- |
| 1     | Erwin Casmir       | Dresdner Fecht-Club |
| 2     | Julius Lichtenfels | Fechtclub Offenbach |
| 3     | Emil Schön         | Hermannia Frankfurt |

### Florett (Mannschaft)
| Platz | Verein              | Sportler                                                |
| ----- | ------------------- | ------------------------------------------------------- |
| 1     | Hermannia Frankfurt | Fritz Jack Emil Schön Franz August Müller Heinrich Moos |
| 2     | FC Offenbach        | Jakob Erckrath de Bary Julius Lichtenfels Hans Thomson  |
| 3     | Dresdner Fecht-Club | Erwin Casmir Albert Naumann Otto Angermann Dr. Klauder  |

### Degen (Einzel)
| Platz | Sportler         | Verein              |
| ----- | ---------------- | ------------------- |
| 1     | Erwin Casmir     | Dresdner Fecht-Club |
| 2     | Hans Halberstadt | Fechtclub Offenbach |
| 3     | Emil Schön       | Hermannia Frankfurt |

### Degen (Mannschaft)
| Platz | Verein              | Sportler                                                                |
| ----- | ------------------- | ----------------------------------------------------------------------- |
| 1     | Hermannia Frankfurt | Fritz Jack Emil Schön Franz August Müller Heinrich Moos                 |
| 2     | Hamburger Fechtklub | Hessel Kirsten Langhoff Theodor Talman                                  |
| 3     | FC Offenbach        | Jakob Erckrath de Bary Hans Thomson Julius Lichtenfels Hans Halberstadt |

### Säbel (Einzel)
| Platz | Sportler         | Verein              |
| ----- | ---------------- | ------------------- |
| 1     | Erwin Casmir     | Dresdner Fecht-Club |
| 2     | Hans Halberstadt | Fechtclub Offenbach |
| 3     | Hans Thomson     | Fechtclub Offenbach |

### Säbel (Mannschaft)
| Platz | Verein              | Sportler                                               |
| ----- | ------------------- | ------------------------------------------------------ |
| 1     | FC Offenbach        | Julius Lichtenfels Hans Halberstadt Hans Thomson       |
| 2     | Hermannia Frankfurt | Fritz Jack Emil Schön Franz August Müller              |
| 3     | Dresdner Fecht-Club | Otto Angermann Erwin Casmir Dr. Klauder Albert Naumann |

## Damen

### Florett (Einzel)
| Platz | Sportler        | Verein              |
| ----- | --------------- | ------------------- |
| 1     | Stefanie Stern  | Fechtclub Offenbach |
| 2     | Liesel Hartmann | Fechtclub Offenbach |
| 3     | Günther         | Dresden             |